# إنجفونز

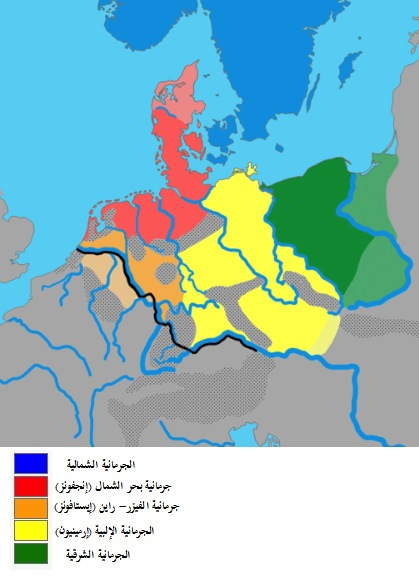
اللهجات الجرمانية حوالي القرن 1.

إنجفونز أو (جرمانيو بحر الشمال) كانت مجموعة ثقافية جرمانية غربية عاشت على طول ساحل بحر الشمال في مناطق يوتلاند، هولشتاين، فريزيا والجزر الدنماركية، الذين بدأوا على القرن الأول قبل الميلاد بالتباين إلى فريسي، ساكسون، الجوت والزوايا.